# هاشم حسن رشيد عقراوي

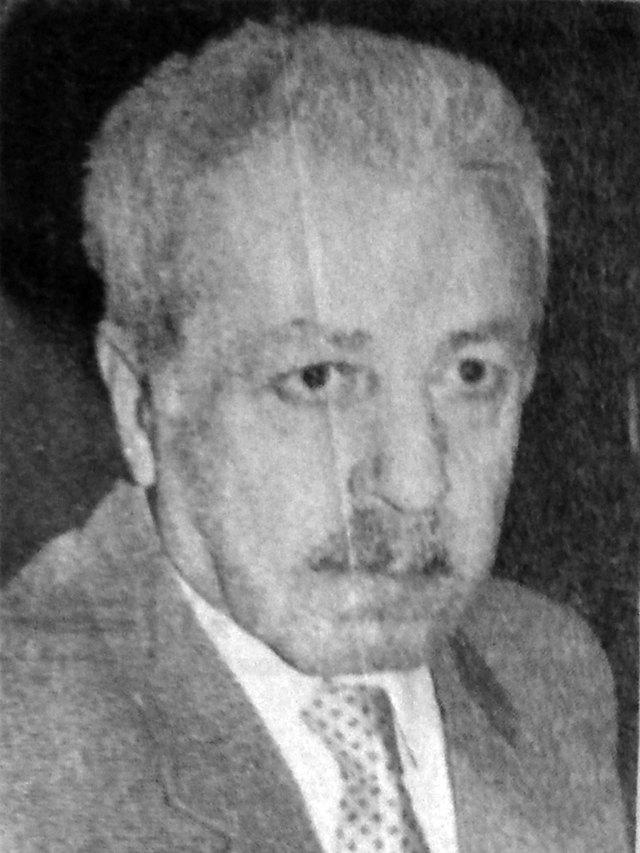
هاشم عقراوي سنة 1988

هاشم حسن عقراوي هو مقاتل ومناضل كردي عراقي، وعضو اللجنة المركزية والمكتب السياسي للحزب الديمقراطي الكردستاني منذ عام 1958م، وشغل منصب محافظ دهوك في عام 1970م ومحافظ بابل في عام 1974م، ثم حاز على منصب وزير البلديات في عام 1977م، وشغل منصب وزير الدولة في عام 1980.

## سيرته
ولد هاشم حسن عقراوي في قضاء عقرة عام 1926 في خضم الصراع الدائر وفرض النفوذ من جميع القوى العالمية المتكالبة على المنطقة خصوصا دول الجوار من جهة والقمع المتأتي من جميع الحكومات العراقية المتعاقبة في ضل الاحتلال الإنكليزي من جهة أخرى.
ونتيجة للواقع في ذلك الوقت ونفوذ الدولة العثمانية توجب عليهم اختيار اشخاص من وجهاء المنطقة لهم نفوذ واحترام من قبل عامة الناس لأدارة شؤون المجتمع، وعلى أثرها تم اختيار الحاج (حسن رشيد عقراوي) الذي كان رئيسا لبلدية عقرة لأكثر من 25 عاماً دون منازع رغم ان المنطقة كانت في تطاحن مستمر آنذاك بين كبرى العشائر الكردية المعروفة بالعشائر السبعة مثل الزيبارية والهركية والسورچية التي كانت تتصارع فيما بينها للنفوذ والسيطرة على المنطقة. في خضم كل ذلك ولد وتربى هاشم عقراوي وهو الابن الأصغر من أبناء الحاج حسن رشيد عقراوي تربية وطنية مباشرةً من ابيه وكذلك أخيه الأكبر المناضل طاهر حسن رشيد عقراوي المحامي والسياسي المقرب من الزعيم الكردي مصطفى البارزاني.
كان المناضل طاهر حسن قد ذاع صيته آنذاك بالعمل من أجل قضية آمن بها وهي نصرة الثورة الكردية بزعامة مصطفى البارزاني وكان طاهر معروفا بالصلابة وبافعاله البطولية بسبب دفاعه المستميت عن الفقراء ونصرة الطبقة الكادحة ضد الاقطاعيين المستغلين والمحتكرين لقوتهم، وضد الذين كانوا يتعاونون مع الحكومة العراقية والاحتلال الإنكليزي للنيل من ارادة الشعب الكردي من أجل نفوذ ومنافع شخصية مقابل معاداة شعبهم والنيل من حريتهم ومنعهم العيش بكرامة.
ونتيجة وقوف طاهر حسن بوجه تلك الطغمة وعمله على نصرة الزعيم الكردي مصطفى البارزاني والثورة الكردية أصبح من ضمن المطلوبين لدى الإنكليز والحكومة العراقية وتوجب الخلاص منه بأي ثمن.
ففي سنة 1926 ألقي القبض على طاهر نتيجة تآمر وتعاون رؤساء العشائر في مدينة عقرة واعدم فورا في ساحة القشلة أمام أنظار أهالي عقرة وامام أنظار أخيه هاشم عقراوي الذي لم يكن قد تجاوز العاشرة من عمره. لقد اعدم الانگليز طاهر ليكون عبرةً لمن تجرأ في الوقوف في وجهه وبعدما اقتنع ان النيل من مصطفى البارزاني والقضاء عليه لا يمكن ان يتحقق الّا بعد الخلاص من الشهيد طاهر الذي كان السد المنيع لافشال مخططاتهم للنيل من الثائر مصطفى البارزاني. 
كان لإعدام طاهر تأثيره البالغ على شخصية وسلوك هاشم عقراوي طيلة حياته إلى مماته حيث تكرست في وجدانه روح الكفاح والنضال لنصرة شعبه وحقوقه المشروعة.
بدأ هاشم عقراوي وهو في ريعان شبابه بالنضال السري وانخرط في الخلايا السرية لحزب (هيوا) ثم حزب (رزگاري) قبل تأسيس الحزب الديمقراطي الكردستاني.
بعد تأسيس الحزب الديمقراطي الكردستاني أختير هاشم عقراوي مسؤولاً للحزب وجميع الخلايا التي كانت تعمل في السر في منطقة عقرة.
علم رؤساء العشائر الكردية في منطقة عقرة بنشاط هاشم عقراوي الذي يعاكس توجهاتهم حيث أصبح المتنفذين منهم يتعاونون مع القوات الحكومية العراقية في اخماد أية محاولة أو نشاط معادي لهم.
في ربيع عام 1957 اعتقل هاشم عقراوي مع مجموعة من رفاقه في مدينة عقرة ونقل إلى السجن العسكري في الموصل ليمثل امام المحكمة العرفية العسكرية بتهمة معادات الحكومة العراقية وبث الافكار الانفصالية بين صفوف شباب الشعب الكردي.
هكذا تهمة في تلك الفترة الحساسة من تأريخ العراق كانت عقوبتها الإعدام ولكن نجت المجموعة من الموت المحقق بأعجوبة لعدم كفاية الأدلة وكذلك بسبب دهاء طاهر آغا عقراوي الذي كان من ضمن المتهمين والمسجونين (حكاية طاهر آغا عقراوي حكاية طريفة تدل على قوة ذكاءه ودهائه عند استجوابه من قبل المحكمة العسكرية العرفية واظهار نفسه بالغباء وحسن النيّة اقنع المحكمة ببطلان التهم الموجهة له وللمجموعة التي معه).
أصبح العمل الحزبي وان كان في السر محفوفاً بالمخاطر الجمة حيث ان القوات الأمنية العراقية نشطت في المنطقة وأطلقت الحرية الكاملة للعشائر الكردية الموالية لها في القضاء على كل من يسعى الوقوف ضد الحكومة العراقية. شددت قوات الأمن العراقية ورؤساء العشائر الكردية الموالية للحكومة الخناق على هاشم عقراوي ووضعه تحت مراقبة شديدة فعلم انه سوف لا يستطيع القيام بأعماله الحزبية وان حياته مهددة، قرر الاختفاء عن الأنظار والذهاب إلى منطقة بارزان المحصنة إلى محل إقامة الشيخ أحمد البرزاني الشقيق الأكبر للزعيم الكردي مصطفى البارزاني الذي كان يربطه به صلة قرابة بالإضافة إلى معرفة الشيخ أحمد البرزاني ومصطفى البارزاني بكفاح ونضال هاشم عقراوي وقبله أخيه طاهر عقراوي في سبيل حقوق الشعب الكردي.
في عام 1974 انشق هاشم عقراوي عن جناح مصطفى البارزاني في الحزب الديمقراطي الكردستاني، وشغل منصب رئيس أول برلمان في إقليم كردستان عام 1975. كما شغل مناصب مختلفة في الحكومة العراقية مثل وزير دولة ومحافظ دهوك وبابل.